# Pluralismo giuridico
Il pluralismo giuridico è una teoria giuridica in base alla quale il potere giuridico non risiede solo nello Stato, perché esso è solo una fonte del diritto.
Tale teoria, che si oppone allo statualismo giuridico e che si afferma nel romanticismo francese, indica altresì una situazione connotata dall'esistenza di una pluralità di ordinamenti normativi di diverso tipo (concorrenti e/o in conflitto) che si mescolano e si mediano secondo il grado di legittimazione che è loro riconosciuto.

## Tipologie
- Il pluralismo degli ordinamenti: è la compresenza su uno stesso territorio di popolazioni che si riferiscono a ordinamenti diversi.
- Il pluralismo delle fonti: Lo Stato non è l'unica fonte delle regole giuridiche (esistono regole che nascono all'interno della società).
- pluralismo etico: le diverse opinioni e opzioni etiche sono tutte ritenute legittime (il pluralismo assume significato di valore).

## Il pensiero di Georges Gurvitch
Secondo Georges Gurvitch il monismo giuridico corrisponde ad una situazione statica e politica contingente: come per esempio la creazione dei grandi Stati Nazionali in Europa.
"Lo Stato non è che un piccolo lago nel grande mare del diritto che lo circonda da ogni parte" (1932).
Il sistema giuridico risulta essere un sottosistema del sistema sociale.
Perciò un ordinamento normativo, non è di per sé migliore o peggiore di un altro. Il pluralismo appare dunque un principio liberale volto a sostenere la pari dignità degli ordinamenti normativi.